# Улица Юглас (Рига)
Улица Ю́глас (латыш. Juglas iela) — магистральная улица в Видземском предместье города Риги, у его восточных границ. Пролегает в юго-восточном, южном и юго-западном направлении от Бривибас гатве до круговой развязки с улицами Августа Деглава, Лубанас, Кайвас и автодорогой P4.
Начало улицы проходит по историческому району Югла, участок после перекрёстка с улицей Малиенас — по границе между Юглой и Межциемсом, небольшой отрезок от кладбища Бикеру до улицы Бикерниеку пролегает по Межциемсу, а далее улица Юглас служит границей города Риги (микрорайон Дрейлини) с пригородным селом Дрейлини.

## История
Улица Юглас возникла как дорога от Петербургского шоссе (ныне Бривибас гатве) к усадьбе Стразденгоф (Страздумуйжа) на территории Рижского патримониального округа. Впервые упоминается в 1903 году как Стразденгофская улица (нем. Strasdenhofsche Strasse, латыш. Strazdumuižas iela). В 1923 году внесена в список городских улиц. В 1938 году получила нынешнее наименование; в годы немецкой оккупации называлась нем. Jägelstrasse. Других переименований не было.
К 1940 году на улице Юглас было пронумеровано 8 домовладений; в то время она доходила до нынешней ул. Мурьяню, где заканчивалась городская черта. В 1974 году, с расширением города, улица Юглас была продлена до перекрёстка с улицей Бикерниеку, а в 2009 году — до улицы Лубанас, то есть получила современные границы.

## Транспорт
Общая длина улицы Юглас составляет 5777 метров, это одна из наиболее длинных улиц города. На всём протяжении асфальтирована, разрешено двустороннее движение. Имеет по 1-2 полосы в каждом направлении.
По улице проходит ряд маршрутов автобуса, а также троллейбусный маршрут № 34 на автономном ходу (контактная сеть отсутствует). На перекрёстке с улицей Мурьяню расположен конечный пункт «Югла» (ранее известный как «Югла-3»).

## Примечательные объекты
- Дом № 2 — медицинский центр, ранее городская поликлиника № 12 (1967, подрядчик СУ-12 треста «Ригажилстрой»).

- К улице Юглас прилегает территория бывшей усадьбы Стразденгоф (Страздумуйжа) — памятник архитектуры местного значения[7]. Центральную её часть сегодня занимает реабилитационный центр Общества слепых Латвии, к которому относится и дом № 14 по ул. Юглас — одно из немногих сохранившихся зданий усадьбы (1853, полукруглая веранда пристроена в 1890)[3][8].
- Дом № 20 — детская клиническая больница «Гайльэзерс», построена в 1981 году как 1-я городская детская больница (архитекторы Модрис Гелзис, Анна Рейнфелде, Зане Калинка).
- Дом № 57 — комплекс построек бывшего лесного кордона Силениеки (жилой дом 1905 г., хозяйственные постройки 1900–1940 годов)[3].
- Рядом с улицей Юглас расположены также гипермаркет «IKEA» и торговый центр «Sāga», территориально относящиеся к пригородному селу Дрейлини.

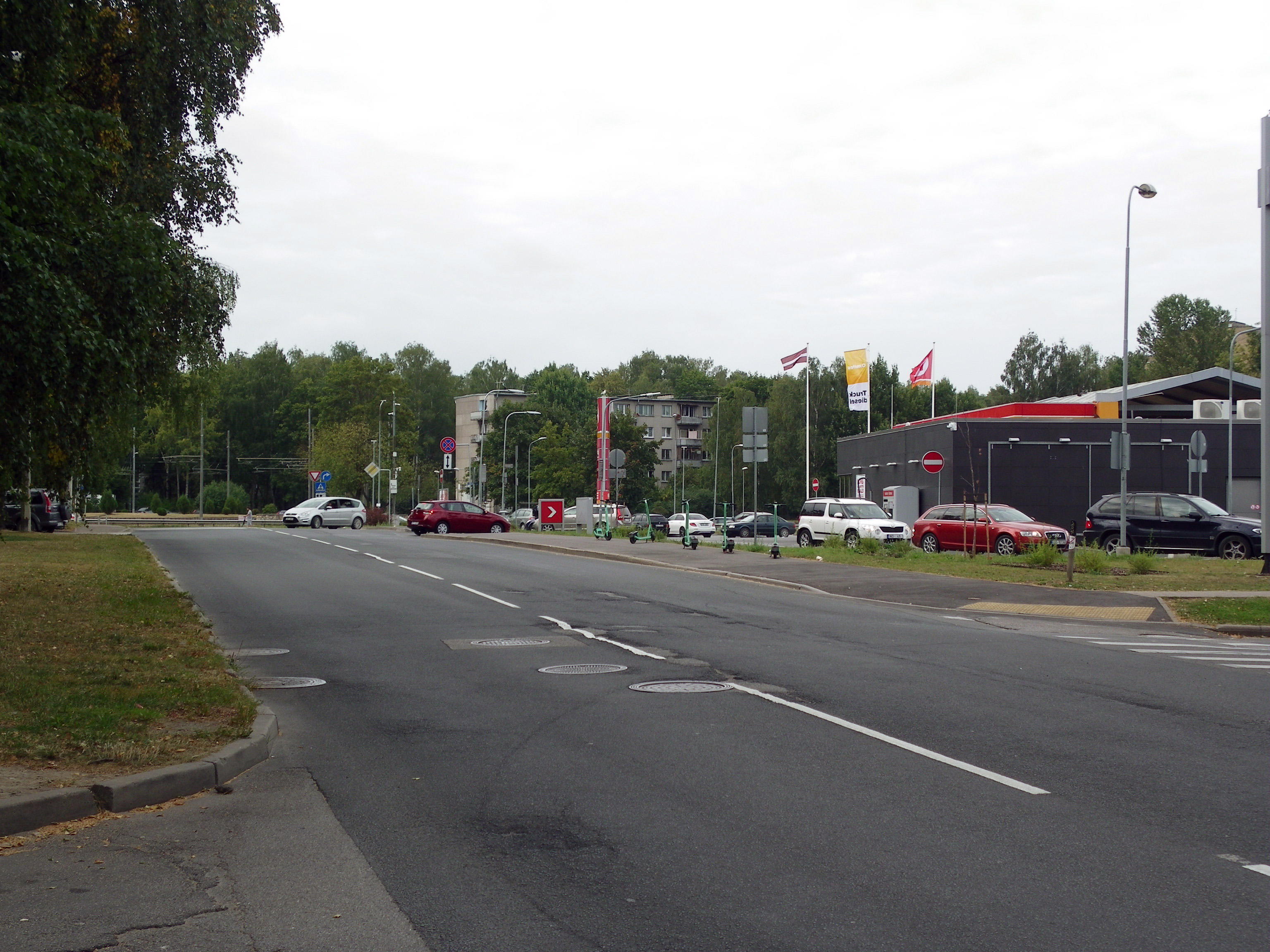
Начало улицы
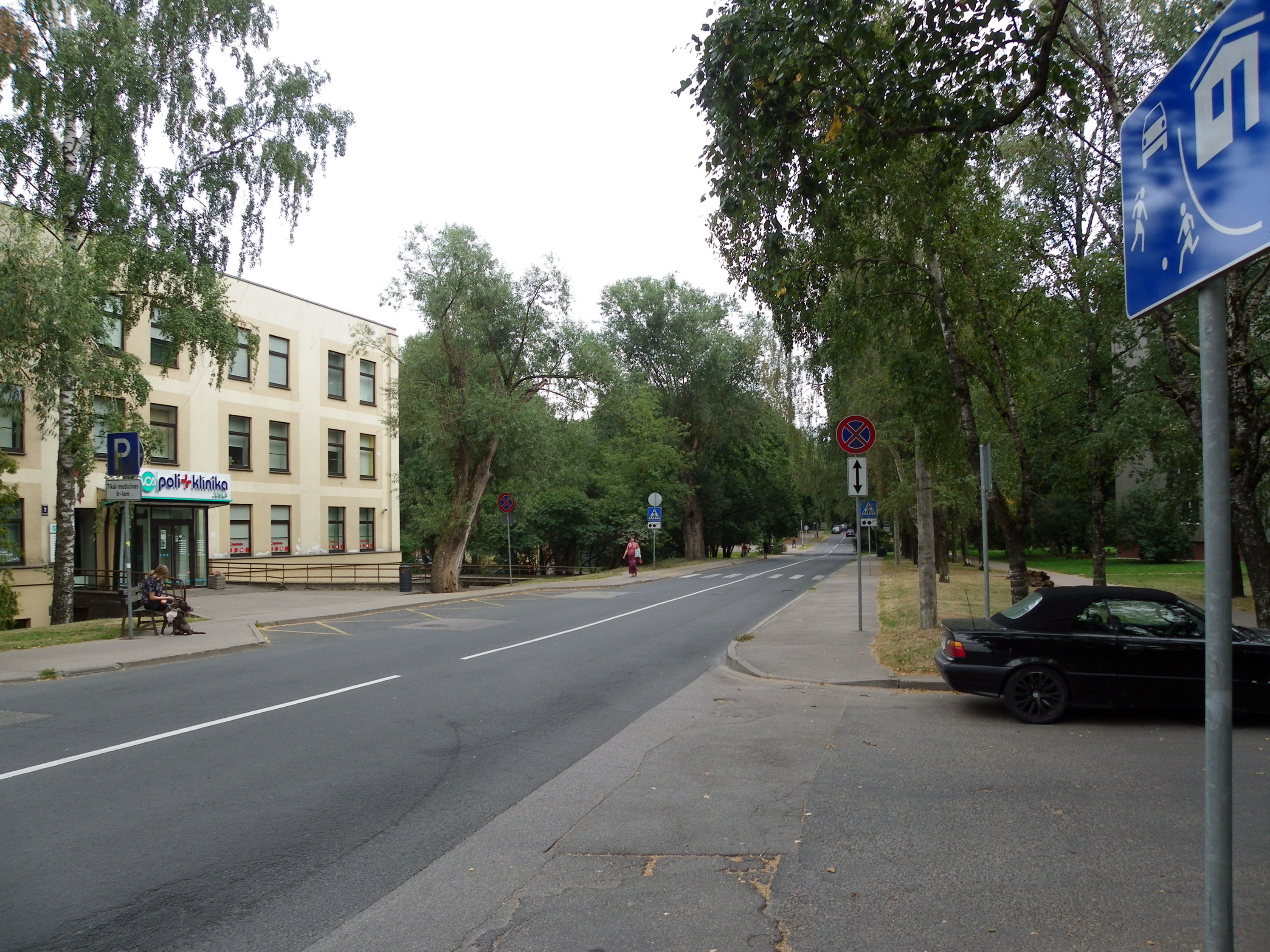
У дома № 2
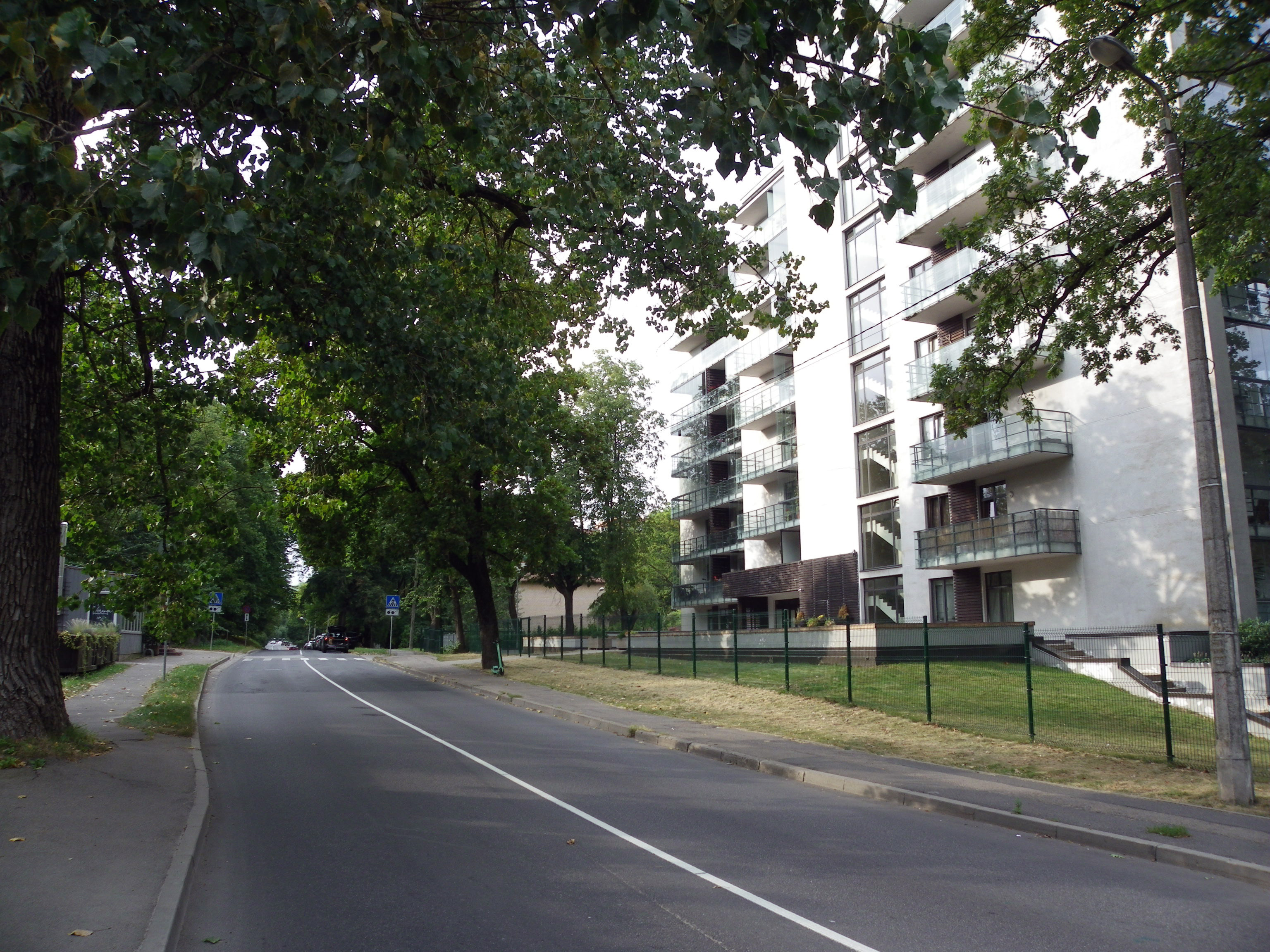
У дома № 10
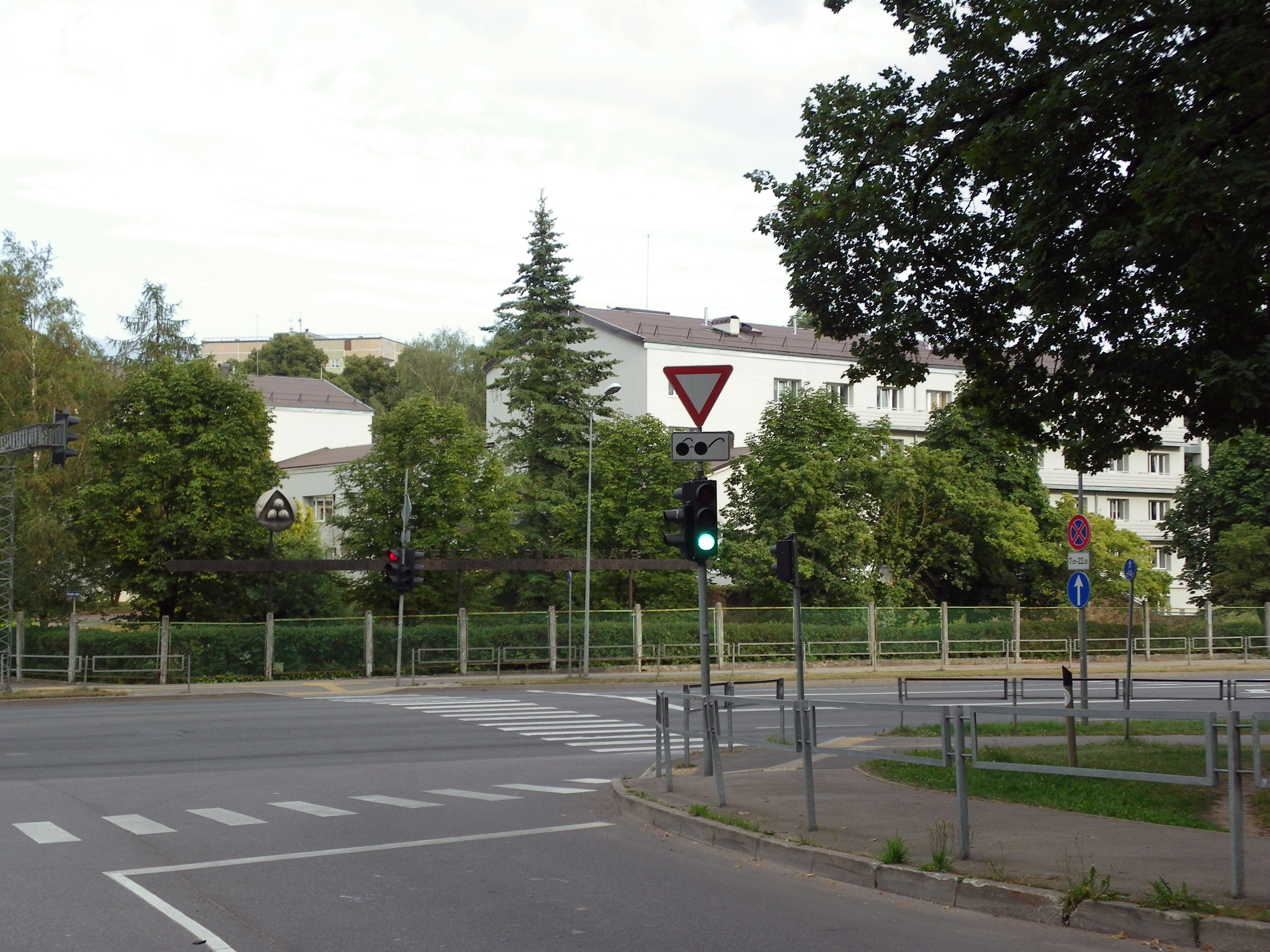
Вид от ул. Палес
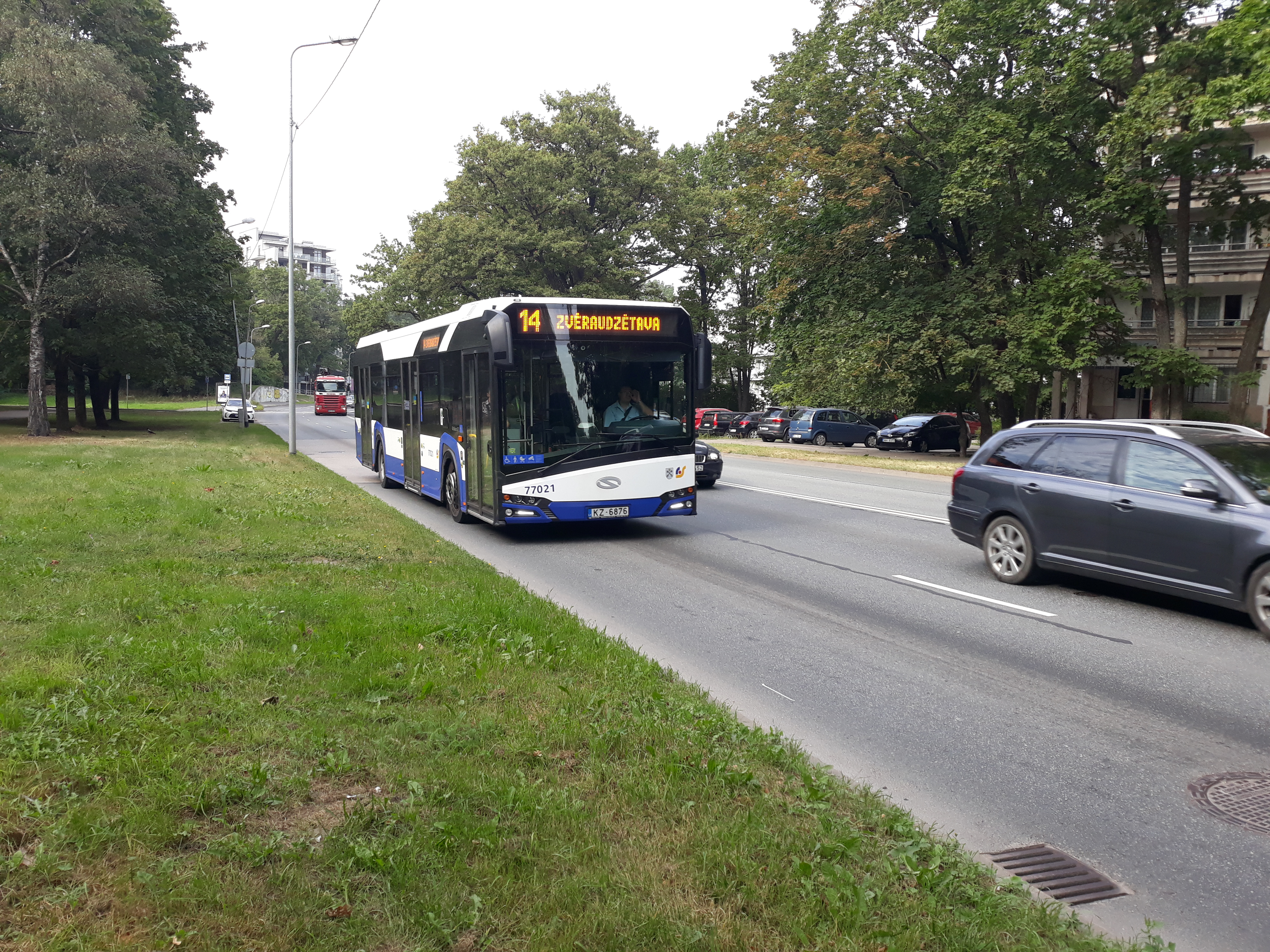
У дома № 12
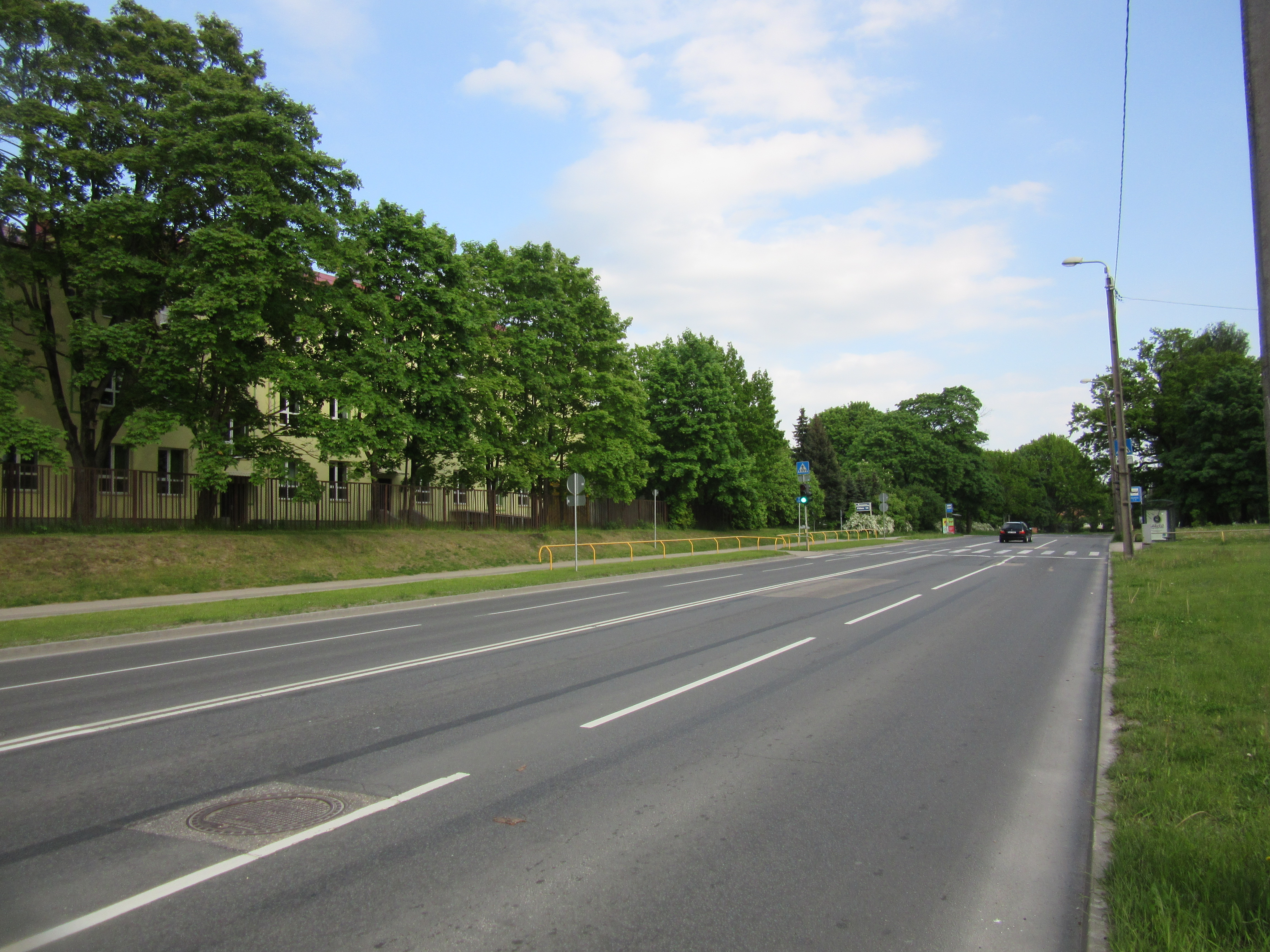
У Страздумуйжской школы-интерната
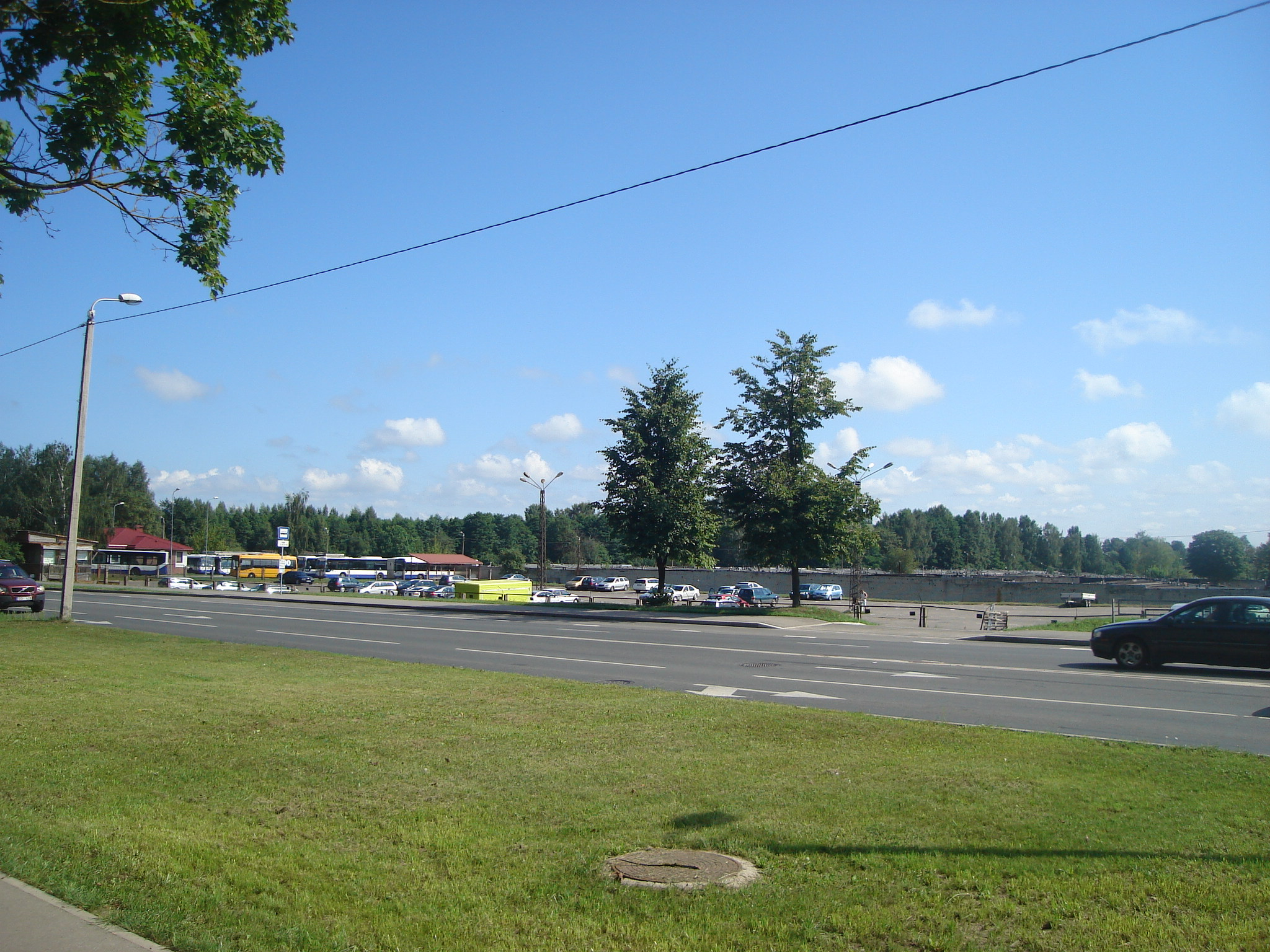
У конечной остановки «Югла-3»
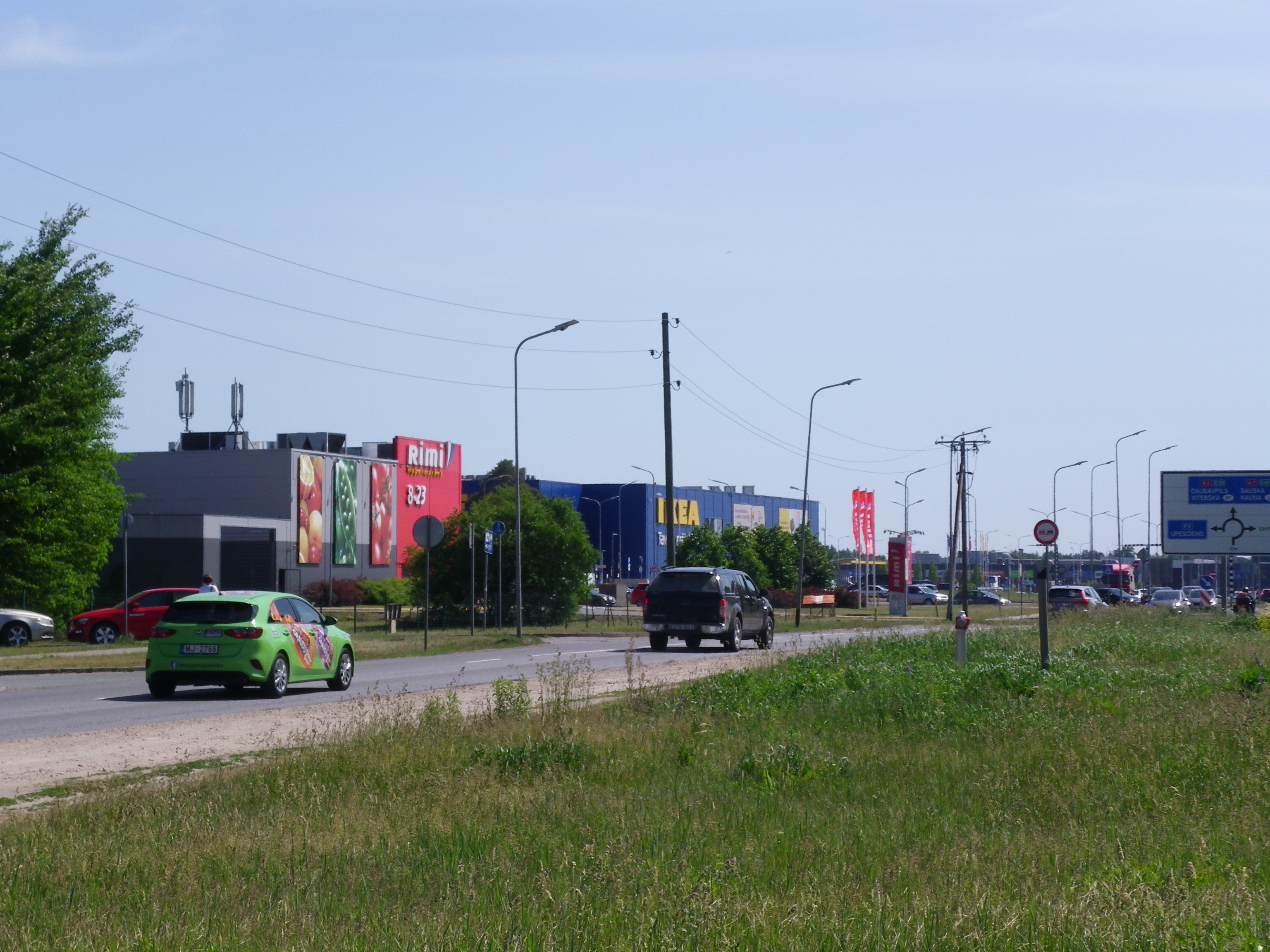
У перекрёстка с улицей Бикерниеку

## Прилегающие улицы
Улица Юглас пересекается со следующими улицами:
- Бривибас гатве
- улица Циемупес
- набережная Юглас
- улица Палес
- улица Брайла
- улица Квелес
- улица Страздумуйжас
- улица Крегермуйжас
- улица Мурьяню
- улица Малиенас
- улица Уделю
- улица Межапурва
- улица Веца Бикерниеку
- улица Бикерниеку
- улица Дзелзавас
- улица Кайвас
- улица Августа Деглава
- улица Лубанас